# Zlatno doba islama
Zlatno doba islama je izraz za period istorije islamskog sveta (područja Bliskog istoka, Severne Afrike, Centralne Azije i al-Andalusa) koji otprilike odgovara srednjom veku u evropskoj (i svetskoj) istoriji, a koga je karakterisao intenzivan razvoj kulture i nauke, odnosno brojna tehnološka i druga civilizacijska dostignuća koja su s vremenom preuzele i druge, odnosno neislamske kulture i civilizacije. Izraz „zlatno doba” se obično koristi kako bi se istaklo kako je upravo u tom periodu islamski svet doživeo vrhunac samostalnih kulturnih i naučnih dostignuća, vezanih uz razvoj specifične arhitekture, filozofije, medicine, astronomije i matematike. U širem smislu se taj period vezuje uz period koji počinje sa nastankom islama (7. vek), a završava s početkom Novog veka (oko 1500. godine). U užem smislu, i među istoričarima u daleko češćoj, upotrebi se pod „Zlatnim dobom” podrazumijeva period od 750. do 1257. godine.
Početak Zlatnog doba se najčešće vezuje uz dolazak dinastije Abasida na čelo Arapskog carstva, odnosno Halifata godine 750. Iako je time, s obzirom na nastavak vladavine prethodne dinastije Omejada na Iberijskom poluostrvu (al-Andalus), trajno okončano političko jedinstvo islamske države odnosno islamske zajednice (uma), ono je za posledicu imalo preorijentaciju muslimanskih vladara sa džihada, odnosno spoljašnjih osvajanja na unutrašnje reforme i konsolidaciju već osvojenih prostora na kojima počinje postepena arabizacija i islamizacija tamošnjeg stanovništva. Tako stvoreni islamski svet je, s jedne strane, iz religijskih razloga (institucija hadždža) i kroz razvijenu trgovinu sačuvao međusobne ekonomske, a preko njih i kulturne veze; s druge strane je političko nejedinstvo omogućilo policentrični razvoj, odnosno stvaranje nekoliko suparničkih središta trgovine, kulture i nauke u različitim delovima islamskog sveta. Od svih njih je najvažniji bio Bagdad, koji je samo nekoliko godina nakon osnivanja postao abasidska prestolnica i najveći grad na svetu; veliki značaj su, međutim, zadržali i stara prestolnica Damask, ali i alternativna politička središta kao što su Kairo, Keruan, Kordoba, Buhara i Samarkand. Nove okolnosti su, takođe, omogućile arapskim učenjacima i umetnicima da postepeno asimiliraju, ali preuzmu obiležja ranijih kultura na prethodno osvojenim područjima. Zlatno doba je karakterisalo intenzivno nastojanje da se sačuvaju ili islamu prilagode dostignuća ranije starogrčke i persijske kulture, a preko trgovine su se preuzimala i kineska i indijska dostignuća kao što su papir i decimalni brojevi. Osim Arapa, važnu ulogu za razvoj kulture i nauke u ovom periodu su imali i muslimanski nearapi, ali i nemuslimanski podanici Kalifata i muslimanskih država - hrišćani i jevreji. U tom periodu se na području islamskog sveta kao lingua franca nametnuo arapski jezik.
Kraj zlatnog doba je predmet rasprave među istoričarima, kako po pitanju tačnog datuma, tako i po njegovim uzrocima. Kao najčešći datum se navodi pustošenje Bagdada od strane Mongola 1258. godine, prilikom koga je ne samo uništena znamenita biblioteka, nego islamskom svetu zadat psihološki udarac posle koga se počeo sve više okretati samom sebi. Među istoričarima je široko rasprostranjeno mišljenje da je islamski svet tada počeo da gubi civilizacijsku utrku sa dotle zaostalim i inferiornim zapadnim svetom, koji je u sledećim vekovima kroz Renesansu pokazao daleko više intelektualne fleksibilnosti i oko 1500. počeo s njime ravnopravno nadmetati da bi kasnije stekao tehnološku i drugu superiornost.

## Istorija koncepata
Metafora zlatno doba je ušla u upotrebu u literaturi 19. veka o islamskoj istoriji, u kontekstu zapadnog estetskog trenda poznatog kao orijentalizam. Autor Priručnika za putnike u Siriji i Palestini iz 1868 napomilje da su najljepše džamije u Damasku „poput samog muhamedinizma, sada brzo propadale” i da su relikvije „zlatnog doba islama”.
Ne postoji nedvosmislena definicija pojma, a u zavisnosti od toga da li se koristi sa fokusom na kulturna ili vojna dostignuća, može se smatrati da se odnosi na prilično različite vremenske periode. Tako je jedan autor iz 19. veka smatrao da se zlatno doba protezalo tokom colokupnog trajanja kalifata, ili „šest i po vekova”, dok su drugi bili mišljenja da je okončan samo nekoliko decenija nakon Rašidunovog osvajanja, sa smrću Omara i Prve Fitne.
Tokom ranog 20. veka, ovaj termin je korišten dosta retko, i obično se odnosio na rane vojne uspehe Rašidunskih kalifa. Tek u drugoj polovini 20. veka termin je počeo da se značajnije koristi, i sada se uglavnom odnosi na kulturni procvat nauke i matematike pod kalifatima tokom perioda od 9. do 11. veka (između uspostavljanja organizovane stipendije u Kući mudrosti i početka Krstaških ratova), mada se često proširuje tako da obuhvata deo kasnog 8. ili 12. do ranog 13. veka. Definicije još uvek mogu široko da variraju. Izjednačavanje kraja zlatnog doba sa završetkom kalifata predstavlja pogodnu prekidnu tačku zasnovanu na istorijskom reperu, ali se može tvrditi da je islamska kultura ušla u stanje postepenog opadanja mnogo ranije; stoga, Kan (2003) smatra da je pravo zlatno doba trajalo dva veka između 750–950, tvrdeći da se početak gubitka teritorija pod Harun el-Rašidom pogoršao nakon smrti el-Mamuna 833. godine, i da su Krstaški ratovi u 12. veku doveli do slabljenja Islamskog carstva od čega se nikad nije oporavilo.

## Uzroci

### Verski uticaj
Razne Kuranske naredbe i Haditi, koji vrednuju obrazovanje i naglašavaju važnost sticanja znanja, igrale su vitalnu ulogu u vršenju uticaja na mullimane ovog doba u njihovoj potrazi za znanjem i razvoju naučnog tela.

### Vladino sponzorstvo
Islamsko carstvo je pružalo snažnu potporu naučnicima. Novac potrošen na prevodilački pokret za pojedine prevode se procenjuje da je ekvivalentan dvostrukom godišnjem budžetu Medicinskog istraživačkog saveta Ujedinjegog Kraljevstva. Najbolji naučnici i ugledni prevodioci, kao što je Hunajn ibn Išak, imalu su plate za koje se procenjuje da su ekvivalentne sa prihodima današnjih profesionalnih atleta. Kuća mudrosti je bila biblioteka koja je bila uspostavljena u Bagdadu, Irak tokom abasidske ere posredstvom kalifa El Mansura.

### Različiti doprinosi
Tokom ovog perioda, Muslimani su ispoljili jak interes za asimilaciju naučnog znanja pokorenih civilizacija. Mnogi klasični radovi antike koji bi inače bili izgubljeni prevedeni su sa grčkog, persijskog, indijskog, kineskog, egipatskog, i feničanske civilizacije na arapski i persijski, a kasnije su prevođeni u turski, herejski i latinski.
Hrišćani, posebno sledbenici istočne crkve (nestorijanci), doprineli su islamskoj civilizaciji tokom vladavine Omejada i Abisida putem prevođenja radova grčkih filozofa i antičke nauke na sirijski i kasnije arapski jezik. Oni su se isticali u mnogim područjima, a posebno filozofiji, nauci (kao što su Hunajn ibn Išak, Sabit ibn Kura, Jusuf el-Kuri, El Himsi, Kusta ibn Luka, Masavajh, Patrijarh Evtihij, i Jabril ibn Buktišu) i teologiji. Tokom dugog vremenskog perioda lični lekari abasidskih kalifa su često bili asirski hrišćani. među najprominentnijim hrišćanskim porodicama koje su služile kao lekari kalifa bila je Buhtišu dinastija.